# Sime Peric
Sime Peric (1981) è un tuffatore croato.

## Biografia
Ha rappresentato la Croazia alle Universiadi di Bangkok 2007, guadagnando il sedicesimo posto nel trampolino 1 metro e il venticinquesimo nel trampolino 3 metri.
Lo stesso anno ai campionati mondiali di nuoto di Melbourne 2007, si è iazzato quarantacinquesimo nel Trampolino 3m.
Ha partecipato ai mondiali di Roma 2009, concludendo al quarantaquattresimo posto nel Trampolino 3m.